# 예수의 성전 봉헌

《성전 봉헌》, 암브로조 로렌체티 작, 1342년

기독교에서 예수의 성전 봉헌은 성모 마리아가 아기 예수를 모세의 율법에 따라 예루살렘 성전에 바친 사건이다. 루가의 복음서 2장 22-40절에 기록되어 있다. 여러 기독교 교파에서는 이 사건을 주의 봉헌축일이라는 명절로 기념한다.
루가의 복음서 2장 22-40절에 따르면, 마리아와 요셉은 아기 예수가 태어난 지 40일째 되는 날에 마리아의 정결례를 완수하고 또 율법에 따라 첫 아들을 주님께 봉헌하기 위해 예루살렘 성전을 찾아갔다. 루가에 따르면 마리아와 요셉은 “산비둘기 한 쌍이나 집비둘기 새끼 두 마리를” 정결례의 제물로 바치려고 했는데, 이는 양을 살 돈이 없는 가난한 사람들이 택하던 방법이다. 성전에서 마리아와 요셉은 예루살렘 사람 시므온을 마주치는데, 복음서에 따르면 “성령은 그에게 주님께서 약속하신 그리스도를 죽기 전에 꼭 보게 되리라고” 알려주셨다. 시므온은 이후 ‘시므온의 노래’로 알려지게 된 기도를 드린다.
“주여, 이제는 말씀하신 대로 이 종은 평안히 눈감게 되었습니다. 주님의 구원을 제 눈으로 보았습니다. 만민에게 베푸신 구원을 보았습니다. 그 구원은 이방인들에게는 주의 길을 밝히는 빛이 되고 주의 백성 이스라엘에게는 영광이 됩니다.”
— 루가의 복음서 2:29-32

그리고 시므온은 마리아에게 예언한다. “이 아기는 수많은 이스라엘 백성을 넘어뜨리기도 하고 일으키기도 할 분이십니다. 이 아기는 많은 사람들의 반대를 받는 표적이 되어 당신의 마음은 예리한 칼에 찔리듯 아플 것입니다. 그러나 그는 반대자들의 숨은 생각을 드러나게 할 것입니다.”
성전에는 나이 많은 여자 예언자인 안나도 있었다. 안나는 하느님께 감사를 드리고 모든 이에게 아기 예수의 이야기를 하였다.

## 같이 보기
- 주의 봉헌축일